# Over Dinsdale
Over Dinsdale – wieś w Anglii, w hrabstwie North Yorkshire, w dystrykcie (unitary authority) North Yorkshire. Leży 65 km na północ od miasta York i 344 km na północ od Londynu.